# Chapelle Notre-Dame-des-Gouttes d'Housselmont
La chapelle Notre-Dame-des-Gouttes est un ancien lieu de culte catholique érigé aux XVIe siècle et XVIIe siècle, au hameau d'Housselmont (Allamps), dans l'actuel département de Meurthe-et-Moselle. Elle est, depuis 2004, la propriété de la commune d'Allamps, qui en assure la préservation et l'utilise comme centre culturel.

## Localisation de la chapelle
La chapelle s'élève à mi-pente de la « Côte de Bonnet », butte-témoin calcaire du hameau d'Housselmont, faisant partie des sites naturels du Réseau Natura 2000, pour ses pelouses calcaires sèches riches en orchidées.
Le choix de son emplacement, en amont d'une source dont l'eau est réputée, depuis le Moyen Âge, pour guérir la conjonctivite, les orgelets, les rhumatismes, mais aussi la goutte, traduit, au-delà d'une tragique légende qui entoure la fondation de l'édifice, la volonté des évêques de Toul, desquels dépendait le hameau, de christianiser un pèlerinage païen ancien fait à la source.  

## Fondation légendaire de la chapelle
Selon la légende, rapportée en 1867, par l'érudit lorrain Étienne Dominique Olry, dans sa Notice sur la chapelle de Notre-Dame-des-Gouttes à Housselmont, la chapelle aurait été construite, par injonction de l'évêque de Toul, par Jacques de Ligniville, seigneur de Vannes-le-Châtel, à l'endroit où ce dernier, dans un excès de colère, aurait fait ouvrir les veines à sa propre fille, abhorrant le mariage arrangé qu'il lui imposait. Les Gouttes auxquelles font référence le nom de la chapelle, n'auraient donc pas à voir avec la maladie que soigne la source, mais désigneraient les dernières gouttes de sang versées par l'innocente victime.    

## Description générale de la chapelle

### Architecture
La chapelle s'étend sur une surface d'environ 120 m2 (soit 8 m x 15 m). 

Son chevet, de forme polygonale et percé de trois baies ogivales à réseaux flamboyants et ornées de vitraux, date de la première moitié du XVIe siècle.
Sa nef, de forme rectangulaire et percée de quatre fenêtres à plein cintre, date, quant à elle, de la réfection de l'édifice, en 1670. Son sol est revêtu de pavés de terre cuite et ses murs d'un enduit de chaux.
Sa toiture est constituée de tuiles plates écaillées. 
À proximité de la chapelle s'élevait jadis une petite habitation, dans laquelle vivait l’ermite gardien du sanctuaire. 

### Mobilier
La chapelle abrite un autel de bois, érigé au début du XVIIe siècle. Elle présentait également trois statues de pierre, sculptées à la même époque. La première était une Vierge à l'Enfant, la deuxième était une Sainte-Catherine, et la troisième était une Pietà.

## Histoire de la chapelle
- Début du XVIe siècle : construction de la chapelle (chœur).
- 1760 : construction de la nef actuelle.
- 1793 : vente de l'édifice comme bien national à une famille d'Housselmont[2].
- 1965 : dernier pèlerinage annuel du 25 mars (Annonciation) à Notre-Dame-des-Gouttes.
- 1986 : détérioration de l'autel, du pavage et des vitraux par le vandalisme local.
- 1996 : transfert des trois statues de la chapelle dans l'église d'Allamps.
- 2004 : acquisition et restauration de la chapelle par la commune d'Allamps.
- Depuis 2004 : programmation d'expositions, concerts et autres manifestations[1].